# Simulium tentaculum
Simulium tentaculum es una especie de insecto del género Simulium, familia Simuliidae, orden Diptera.
Fue descrita científicamente por Gibbins, 1936.